# Grand Prix-wegrace van Zweden 1988
De Grand Prix-wegrace van Zweden 1988 was de dertiende Grand Prix van het wereldkampioenschap wegrace-seizoen 1988. De races werden verreden op 14 augustus 1988 op de Scandinavian Raceway nabij Anderstorp (Jönköpings län). Voor het eerst werden alle races (125 cc,- 250 cc,-, 500 cc,- en de zijspanklasse) op zondag verreden. In deze Grand Prix werd de wereldtitel in de 125cc-klasse beslist. Jorge Martínez won die titel en werd daarmee dubbelkampioen, want hij was al wereldkampioen in de 80cc-klasse, die in Zweden niet aan de start kwam. 

## Algemeen
Ondanks de jarenlange dreiging van de FIM om de Zweedse Grand Prix van de kalender te schrappen, ging de accommodatie in Anderstorp steeds verder achteruit. Het circuit was hobbelig en vuil en er bleven grote plassen water op staan. Bovendien was ook het zwembad nu onbruikbaar geworden. Omdat het tijdens de trainingen bijna voortdurend nat was, waren er veel valpartijen. Wayne Gardner liep daarbij een handblessure op, Jacques Cornu brak een sleutelbeen en Javier Cardelús brak een botje in zijn voet. Verder kwamen Christian Boudinot, Luca Cadalora, Carlos Cardús, Paolo Casoli, Harald Eckl, Norihiko Fujiwara, Juan Garriga, Patrick Igoa, Carlos Lavado, Rob McElnea, Julián Miralles, Luis Miguel Reyes, Raymond Roche, Jean-Philippe Ruggia, Allan Scott en Hans Spaan ten val. Donnie McLeod schrok hevig toen hij door aquaplaning de grip van zijn voorwiel verloor, maar hij bleef overeind. Een gevolg van de regen was ook dat de snelste tijden in de eerste trainingen verreden werden. Wie daar niet in slaagde was veroordeeld om een tijd op de natte baan te zetten. De slachtoffers daarvan waren Wayne Gardner en Egbert Streuer. 

## 500cc-klasse

### De training
Omdat Wayne Gardner door een valpartij nog geen snelle tijd gereden had moest hij dit alsnog op de natte baan doen. Het resulteerde in de dertiende startplaats. Wayne Rainey blaakte van het zelfvertrouwen na zijn overwinningen in  de 8 uur van Suzuka en de Britse Grand Prix, terwijl Eddie Lawson bezorgd was over het weer. Hij had vijf verschillende regenbanden getest en was niet tevreden, maar hij had de snelste trainingstijd op het droge circuit gereden. Lawson had in de droge training wel zijn afstelling voor een droge race gevonden, maar Wayne Gardner was daar door zijn val niet in geslaagd.

#### Trainingstijden
| Pos | Coureur             | Merk                        | Tijd    |
| --- | ------------------- | --------------------------- | ------- |
| 1.  | Eddie Lawson        | Agostini-Marlboro-Yamaha    | 1"34'69 |
| 2.  | Christian Sarron    | Gauloises-Sonauto-Yamaha    | 1"35'37 |
| 3.  | Wayne Rainey        | Roberts-Lucky Strike-Yamaha | 1"35'70 |
| 4.  | Niall Mackenzie     | Gallina-HB-HRC-Honda        | 1"35'86 |
| 5.  | Didier de Radiguès  | Agostini-Marlboro-Yamaha    | 1"35'98 |
| 6.  | Randy Mamola        | Cagiva                      | 1"35'98 |
| 7.  | Roger Burnett       | Rothmans-HRC-Honda          | 1"36'30 |
| 8.  | Kevin Magee         | Roberts-Lucky Strike-Yamaha | 1"36'44 |
| 9.  | Pierfrancesco Chili | Gallina-HB-HRC-Honda        | 1"36'68 |
| 10. | Ron Haslam          | ELF-HRC-Honda               | 1"37'07 |

### De race
Omdat hij de goede afstelling én de goede banden voor een droge race had gevonden, was Eddie Lawson klaar voor de race, in tegenstelling tot Wayne Gardner, die in de enige droge training gevallen was en wel goede regenafstellingen had, maar op het droge circuit met een op de gok afgestelde Honda moest aantreden. Wayne Rainey leidde de race twee ronden lang, maar viel daarna terug in de achtervolgende groep, terwijl Lawson de leiding nam en ogenschijnlijk zonder problemen naar de overwinning reed. Gardner bezette de tweede plaats en werd ook niet bedreigd. Al met al was het een saaie race, met grote tussenafstanden en weining gevechten. Christian Sarron werd derde. Invaller Roger Burnett deed het goed met de achtste plaats en de geblesseerde Raymond Roche scoorde eindelijk weer eens punten, hoewel zowel Cagiva als Suzuki geen hoge ogen gooiden.
| Hoewel de FIM de Zweedse GP voor het seizoen 1989 al geagendeerd had, was de IRTA van mening dat ze van de kalender moest verdwijnen. Dat werd in een vergadering door Mike Trimby (voorzitter IRTA), Serge Rosset (ELF) en Paul Butler (Yamaha) duidelijk gemaakt aan vertegenwoordigers van de SVEMO (Zweedse Motor- en Sneeuwscootersportbond). De Zweden toonden feitelijk geen enkele belangstelling voor welke vorm van motorsport dan ook. Dat bleek niet alleen door het ontbreken van geld voor het onderhoud van het circuit, maar ook door de ongebruikte gastkaarten (voor bedrijven en sponsoren). SVEMO-voorzitter Jacob Douglas presenteerde plannen voor de verbetering van het circuit, maar moest toegeven dat er nog geen overheidstoestemming en ook nog geen geld voor was. Het Zweedse publiek was ook al geen aanwinst, want behalve enkele echte liefhebbers hield het zich vooral bezig met drinken en stelen van dure racespullen. De Zweedse televisie verkorte de geplande uitzending van een uur tot een korte samenvatting, met als smoes dat een aantal coureurs ooit in Zuid-Afrika had gereden, waar dus kennelijk alle motorsportliefhebbers voor moesten boeten. Dat gold overigens niet voor tennissers die in het South African Open hadden gespeeld. Het afvallen van een Grand Prix was voor de IRTA geen probleem: men wilde naar een maximum van veertien GP's en dan moesten er twee (Zweden en Argentinië, dat ook een zeer slechte organisatie had) afvallen. Men zou tegenstand kunnen verwachten van de FIM, die de SVEMO niet zomaar zou laten vallen, en de teams in de lichte klassen en de zijspanklasse, die toch al weinig GP's op de kalender hadden. Dat laatste zou worden opgelost bij het wegvallen van de 80cc-klasse na 1989. Dan waren er nog maar vier klassen over en wilde de FIM eisen dat bij elke GP alle klassen zouden worden uitgenodigd. |

#### Uitslag 500cc-klasse
| Pos | Coureur             | Merk                        | Tijd      | Grid | Punten |
| --- | ------------------- | --------------------------- | --------- | ---- | ------ |
| 1   | Eddie Lawson        | Agostini-Marlboro-Yamaha    | 47"59'28  | 1    | 20     |
| 2   | Wayne Gardner       | Rothmans-HRC-Honda          | 48"12'32  | 13   | 17     |
| 3   | Christian Sarron    | Gauloises-Sonauto-Yamaha    | 48"18'62  | 2    | 15     |
| 4   | Niall Mackenzie     | Gallina-HB-HRC-Honda        | 48"22'73  | 4    | 13     |
| 5   | Wayne Rainey        | Roberts-Lucky Strike-Yamaha | 48"29'36  | 3    | 11     |
| 6   | Kevin Magee         | Roberts-Lucky Strike-Yamaha | 48"34'73  | 8    | 10     |
| 7   | Didier de Radiguès  | Agostini-Marlboro-Yamaha    | 48"47'91  | 5    | 9      |
| 8   | Roger Burnett       | Rothmans-HRC-Honda          | 48"50'44  | 7    | 8      |
| 9   | Pierfrancesco Chili | Gallina-HB-HRC-Honda        | 48"52'61  | 9    | 7      |
| 10  | Randy Mamola        | Cagiva                      | 48"58'80  | 6    | 6      |
| 11  | Ron Haslam          | ELF-HRC-Honda               | 48"59'29  | 10   | 5      |
| 12  | Kevin Schwantz      | Pepsi-Suzuki                | 49"02'02  | 12   | 4      |
| 13  | Rob McElnea         | Pepsi-Suzuki                | 49"10'88  | 11   | 3      |
| 14  | Tadahiko Taira      | Tech 21-Yamaha              | 49"22'28  | 17   | 2      |
| 15  | Raymond Roche       | Cagiva                      | +1 ronde  | 19   | 1      |
| 16  | Fabio Barchitta     | Katayama-ELF-HRC-Honda      | +1 ronde  | 18   |        |
| 17  | Norihiko Fujiwara   | Yamaha                      | +1 ronde  | 21   |        |
| 18  | Peter Lindén        | Honda                       | +1 ronde  | 16   |        |
| 19  | Marco Gentile       | Fior-Marlboro-Yamaha        | +1 ronde  | 15   |        |
| 20  | Bruno Kneubühler    | Honda                       | +1 ronde  | 22   |        |
| 21  | Peter Sköld         | Honda                       | 1 ronde   | 23   |        |
| 22  | Wolfgang von Muralt | Suzuki                      | +1 ronde  | 26   |        |
| 23  | Simon Buckmaster    | Honda                       | +2 ronden | 30   |        |
| 24  | Claus Wulff         | Honda                       | +2 ronden | 31   |        |
| 25  | Åke Dahli           | Suzuki                      | +2 ronden | 28   |        |
| 26  | Christoph Bürki     | Honda                       | +2 ronden | 27   |        |
| 27  | Lars Johansson      | Suzuki                      | +3 ronden | 34   |        |

#### Niet gefinished
| Coureur              | Merk      | Oorzaak | Grid |
| -------------------- | --------- | ------- | ---- |
| Daniel Amatriaín     | Honda     |         | 25   |
| Alessandro Valesi    | Honda     |         | 20   |
| Nicholas Schmassmann | Honda     |         | 29   |
| Fabio Biliotti       | Honda     |         | 32   |
| Maarten Duyzers      | HDJ-Honda | Krukas  | 24   |

#### Niet gestart
| Coureur         | Merk                     | Oorzaak | Grid |
| --------------- | ------------------------ | ------- | ---- |
| Patrick Igoa    | Gauloises-Sonauto-Yamaha |         | 14   |
| Thomas Aronsson | Honda                    |         | 33   |

#### Niet gekwalificeerd
| Coureur        | Merk   |
| -------------- | ------ |
| Gunnar Bruhn   | Honda  |
| Ari Rämö       | Honda  |
| Andreas Leuthe | Suzuki |

#### Niet deelgenomen
| Coureur           | Merk               | Oorzaak  |
| ----------------- | ------------------ | -------- |
| Shunji Yatsushiro | Rothmans-HRC-Honda | Blessure |
| Malcolm Campbell  | ELF-Honda          |          |
| Gustav Reiner     | Hein Gericke-Honda | Blessure |
| Manfred Fischer   | Hein Gericke-Honda |          |
| Marco Papa        | Honda              |          |
| Mike Baldwin      | Katayama-ELF-Honda |          |
| Donnie McLeod     | Honda              |          |
| Steve Manley      | Suzuki             |          |
| Massimo Broccoli  | Cagiva             |          |

### Top tien tussenstand 500cc-klasse
| Pos | Coureur             | Merk                        | Ptn |
| --- | ------------------- | --------------------------- | --- |
| 1   | Eddie Lawson        | Agostini-Marlboro-Yamaha    | 215 |
| 2   | Wayne Gardner       | Rothmans-HRC-Honda          | 192 |
| 3   | Wayne Rainey        | Roberts-Lucky Strike-Yamaha | 174 |
| 4   | Christian Sarron    | Gauloises-Sonauto-Yamaha    | 138 |
| 5   | Kevin Magee         | Roberts-Lucky Strike-Yamaha | 128 |
| 6   | Didier de Radiguès  | Agostini-Marlboro-Yamaha    | 113 |
| 7   | Kevin Schwantz      | Pepsi-Suzuki                | 104 |
| 8   | Niall Mackenzie     | Gallina-HB-HRC-Honda        | 102 |
| 9   | Pierfrancesco Chili | Gallina-HB-HRC-Honda        | 88  |
| 10  | Rob McElnea         | Pepsi-Suzuki                | 66  |

## 250cc-klasse

### De training
Nadat de Yamaha's op het bochtige Donington Park in het voordeel waren geweest, verwachtte men op de snelle Scandinavian Raceway dat de Honda's het voortouw zouden nemen. Luca Cadalora, de winnaar op Donington, was echter opnieuw de snelste en behalve Juan Garriga was ook Jean-Philippe Ruggia met zijn productie-Yamaha TZ 250 sneller dan de Honda's. Jacques Cornu brak bij een val een sleutelbeen, waardoor het erop leek dat hij niet zou kunnen starten.   

#### Trainingstijden
| Pos | Coureur              | Merk                     | Tijd    |
| --- | -------------------- | ------------------------ | ------- |
| 1.  | Luca Cadalora        | Agostini-Marlboro-Yamaha | 1"38'24 |
| 2.  | Jean-Philippe Ruggia | Gauloises-Sonauto-Yamaha | 1"38'71 |
| 3.  | Juan Garriga         | Nieto-Ducados-Yamaha     | 1"38'72 |
| 4.  | Sito Pons            | Campsa-HRC-Honda         | 1"38'92 |
| 5.  | Reinhold Roth        | HB-HRC-Honda             | 1"39'18 |
| 6.  | Carlos Cardús        | Nieto-Ducados-HRC-Honda  | 1"39'34 |
| 7.  | Harald Eckl          | Römer-Aprilia-Rotax      | 1"39'38 |
| 8.  | Jacques Cornu        | Parisienne-HRC-Honda     | 1"39'38 |
| 9.  | Dominique Sarron     | Rothmans-HRC-Honda       | 1"39'43 |
| 10. | Masahiro Shimizu     | Terra-HRC-Honda          | 1"39'51 |

### De race
Na de start in Zweden leidde Reinhold Roth voor Luca Cadalora, Dominique Sarron, Sito Pons, Jean-Philippe Ruggia, Juan Garriga, Carlos Cardús, Iván Palazzese en Jacques Cornu. Al snel vormde zich een kleinere kopgroep met Cadalora, Garriga, Pons, Roth en Sarron. Vooral Garriga, Pons en Cadalora vochten om de leiding, tot de laatste in de negende ronde ten val kwam. Een ronde later viel op dezelfde plaats Masahiro Shimizu, die door Cornu niet meer ontweken kon worden waardoor ook hij viel. Pons won de race voor Garriga en bouwde daarmee zijn voorsprong in het kampioenschap uit tot negen punten, waarmee het met (naar men toen nog dacht) drie races te gaan nog steeds spannend was. 

#### Uitslag 250cc-klasse
| Pos | Coureur              | Merk                     | Tijd     | Grid | Punten |
| --- | -------------------- | ------------------------ | -------- | ---- | ------ |
| 1   | Sito Pons            | Campsa-HRC-Honda         | 41"27'89 | 4    | 20     |
| 2   | Juan Garriga         | Nieto-Ducados-Yamaha     | 41"28'19 | 3    | 17     |
| 3   | Dominique Sarron     | Rothmans-HRC-Honda       | 41"28'56 | 9    | 15     |
| 4   | Reinhold Roth        | HB-HRC-Honda             | 41"28'80 | 5    | 13     |
| 5   | Carlos Cardús        | Nieto-Ducados-HRC-Honda  | 41"45'73 | 6    | 11     |
| 6   | Iván Palazzese       | Yamaha                   | 41"56'39 | 14   | 10     |
| 7   | Jean-Philippe Ruggia | Gauloises-Sonauto-Yamaha | 41"58'17 | 2    | 9      |
| 8   | August Auinger       | Aprilia-Rotax            | 42"01'11 | 19   | 8      |
| 9   | Jean-François Baldé  | Defi-Rotax               | 42"01'35 | 13   | 7      |
| 10  | Martin Wimmer        | Fath-Hein Gericke-Yamaha | 42"05'57 | 15   | 6      |
| 11  | Helmut Bradl         | Honda                    | 42"20'18 | 23   | 5      |
| 12  | Wilco Zeelenberg     | Docshop-Yamaha           | 42"23'78 | 24   | 4      |
| 13  | Stefano Caracchi     | Honda                    | 42"24'06 | 20   | 3      |
| 14  | Maurizio Vitali      | Gazzaniga-Rotax          | 42"24'43 | 26   | 2      |
| 15  | Jean-Michel Mattioli | Docshop-Yamaha           | 42"24'87 | 18   | 1      |
| 16  | Urs Lüzi             | Honda                    | 42"30'71 | 31   |        |
| 17  | Paolo Casoli         | Pileri-AGV-Garelli       | 42"39'66 | 21   |        |
| 18  | Bruno Casanova       | FMI-Aprilia-Rotax        | 42"41'88 | 17   |        |
| 19  | Alain Bronec         | Honda                    | 43"06'39 | 33   |        |
| 20  | Bruno Bonhuil        | Honda                    | +1 ronde | 35   |        |

#### Niet gefinished
| Coureur             | Merk                     | Oorzaak | Grid |
| ------------------- | ------------------------ | ------- | ---- |
| Donnie McLeod       | 7Up-EMC-Rotax            |         | 16   |
| Carlos Lavado       | HB-Venemotos-Yamaha      | Val     | 12   |
| Loris Reggiani      | Aprilia-Rotax            | Opgave  | 11   |
| Thierry Rapicault   | Fior-Rotax               |         | 30   |
| Masahiro Shimizu    | Terra-HRC-Honda          | Val     | 10   |
| Jacques Cornu       | Parisienne-HRC-Honda     | Val     | 8    |
| Luca Cadalora       | Agostini-Marlboro-Yamaha | Val     | 1    |
| Jean-Francois Foray | Yamaha                   |         | 32   |
| Andreas Preining    | Aprilia-Rotax            |         | 22   |
| Hans Lindner        | Honda                    |         | 28   |
| Eilart Lundstedt    | Rotax                    |         | 38   |
| Alberto Puig        | Honda                    |         | 34   |
| Jochen Schmid       | Honda                    |         | 29   |
| Urs Jücker          | Yamaha                   |         | 27   |

#### Niet gestart
| Coureur            | Merk                | Oorzaak  | Grid |
| ------------------ | ------------------- | -------- | ---- |
| Gary Cowan         | Yamaha              |          | 25   |
| Javier Cardelús    | Aprilia-Rotax       | Blessure | 36   |
| Christian Boudinot | Fior-Rotax          |          | 37   |
| Harald Eckl        | Römer-Aprilia-Rotax |          | 7    |

#### Niet gekwalificeerd
| Coureur          | Merk      |
| ---------------- | --------- |
| Bobby Issazadhe  | Yamaha    |
| Sandy Berlin     | Yamaha    |
| Seigo Kikuchi    | HRC-Honda |
| Guy Bertin       | Yamaha    |
| Johan Svaerdgren | Yamaha    |
| Hervé Duffard    | Honda     |
| Hannu Kallio     | Honda     |

#### Niet deelgenomen
| Coureur          | Merk                        | Oorzaak  |
| ---------------- | --------------------------- | -------- |
| Toni Mang        | Rothmans-HRC-Honda          | Blessure |
| John Kocinski    | Roberts-Lucky Strike-Yamaha |          |
| Jim Filice       | HRC-Honda                   |          |
| Alan Carter      | Yamaha                      |          |
| Massimo Matteoni | Yamaha                      |          |
| Manfred Herweh   | Levior-Yamaha               |          |
| Kevin Mitchell   | Yamaha                      |          |

### Top tien tussenstand 250cc-klasse
| Pos | Coureur              | Merk                     | Ptn |
| --- | -------------------- | ------------------------ | --- |
| 1   | Sito Pons            | Campsa-HRC-Honda         | 199 |
| 2   | Juan Garriga         | Nieto-Ducados-Yamaha     | 190 |
| 3   | Jacques Cornu        | Parisienne-HRC-Honda     | 151 |
| 4   | Reinhold Roth        | HB-HRC-Honda             | 135 |
| 5   | Dominique Sarron     | Rothmans-HRC-Honda       | 130 |
| 6   | Luca Cadalora        | Agostini-Marlboro-Yamaha | 121 |
| 7   | Jean-Philippe Ruggia | Gauloises-Sonauto-Yamaha | 91  |
| 8   | Toni Mang            | Rothmans-HRC-Honda       | 87  |
| 9   | Masahiro Shimizu     | Terra-HRC-Honda          | 58  |
| 10  | Carlos Cardús        | Nieto-Ducados-HRC-Honda  | 51  |

## 125cc-klasse

### De training
In de 125cc-training was Jorge Martínez de snelste, maar de tijden lagen dicht bij elkaar, zodat Ezio Gianola bepaald niet kansloos was in de race. Hans Spaan deed goede zaken met zijn vierde startplaats voor zijn concurrent Julián Miralles. Ook opvallend was de negende tijd van Taru Rinne, die vorig jaar nog hard was gevallen in Anderstorp, maar die in de GP van Frankrijk als eerste vrouwelijke solocoureur WK-punten had gescoord.

#### Trainingstijden
| Pos | Coureur          | Merk                | Tijd    |
| --- | ---------------- | ------------------- | ------- |
| 1.  | Jorge Martínez   | Nieto-Ducados-Derbi | 1"45'83 |
| 2.  | Ezio Gianola     | Honda               | 1"45'90 |
| 3.  | Adi Stadler      | Honda               | 1"46'61 |
| 4.  | Hans Spaan       | Samson-Sharp-Honda  | 1"46'66 |
| 5.  | Heinz Lüthi      | Honda               | 1"46'67 |
| 6.  | Julián Miralles  | Nieto-Ducados-Honda | 1"46'71 |
| 7.  | Hubert Abold     | Nieto-Ducados-Honda | 1"46'87 |
| 8.  | Fausto Gresini   | Pileri-AGV-Garelli  | 1"47'04 |
| 9.  | Taru Rinne       | Pileri-AGV-Garelli  | 1"47'22 |
| 10. | Corrado Catalano | Aprilia-Rotax       | 1"47'53 |

### De race
In de eerste helft van de 125cc-race in Zweden moest Jorge Martínez het initiatief aan Ezio Gianola laten. Martínez wilde niet te veel risico's nemen, maar toen hij eenmaal begon in te lopen op Gianola ging hij hem ook voorbij. Doordat hij drie punten meer scoorde dan Gianola was Martínez nu zeker van de wereldtitel. Intussen had Julián Miralles lang alleen op de derde plaats gereden, achtervolgd door Adi Stadler en Hans Spaan. Spaan's Honda was sneller dan die van Stadler en hij achterhaalde zelfs Miralles. Bij het uitkomen van de laatste bocht viel Spaan Miralles aan en beiden dachten dat ze derde waren geworden. De tijdwaarneming gaf echter aan dat Miralles 0,22 seconde sneller was geweest. 

#### Uitslag 125cc-klasse
| Pos | Coureur            | Merk                | Tijd     | Grid | Punten |
| --- | ------------------ | ------------------- | -------- | ---- | ------ |
| 1   | Jorge Martínez     | Nieto-Ducados-Derbi | 40"56'47 | 1    | 20     |
| 2   | Ezio Gianola       | Honda               | 40"56'76 | 2    | 17     |
| 3   | Julián Miralles    | Nieto-Ducados-Honda | 41"08'12 | 6    | 15     |
| 4   | Hans Spaan         | Samson-Sharp-Honda  | 41"08'34 | 4    | 13     |
| 5   | Adi Stadler        | Honda               | 41"15'47 | 3    | 11     |
| 6   | Bady Hassaine      | Honda               | 41"20'79 | 11   | 10     |
| 7   | Johnny Wickström   | Honda               | 41"21'35 | 23   | 9      |
| 8   | Lucio Pietroniro   | Honda               | 41"21'91 | 13   | 8      |
| 9   | Flemming Kistrup   | Hummel-Honda        | 41"24'19 | 14   | 7      |
| 10  | Stefan Prein       | Honda               | 41"26'36 | 20   | 6      |
| 11  | Heinz Lüthi        | Honda               | 41"26'79 | 5    | 5      |
| 12  | Koji Takada        | Fukuda-Honda        | 41"30'11 | 31   | 4      |
| 13  | Hisashi Unemoto    | Fukuda-Honda        | 41"32'31 | 30   | 3      |
| 14  | Domenico Brigaglia | Gazzaniga-Rotax     | 41"40'62 | 15   | 2      |
| 15  | Allan Scott        | Honda               | 41"44'81 | 18   | 1      |
| 16  | Gerhard Waibel     | Honda               | 41"45'49 | 22   |        |
| 17  | Stefan Dörflinger  | Marlboro-Honda      | 41"50'74 | 17   |        |
| 18  | Alfred Waibel      | Waibel-Honda        | 41"55'86 | 28   |        |
| 19  | Robin Milton       | Honda               | 41"56'06 | 36   |        |
| 20  | Jean-Claude Selini | Honda               | 41"57'24 | 32   |        |
| 21  | Àlex Crivillé      | Nieto-Ducados-Derbi | 41"57'57 | 35   |        |
| 22  | Hubert Abold       | Honda               | 41"58'05 | 7    |        |
| 23  | Manuel Hernández   | Honda               | 41"58'46 | 24   |        |
| 24  | Jussi Hautaniemi   | Honda               | 41"59'18 | 37   |        |
| 25  | Taru Rinne         | Honda               | 42"12'76 | 9    |        |
| 26  | Andrés Sánchez     | Rotax               | +1 ronde | 34   |        |
| 27  | Thierry Feuz       | Ferac-Rotax         | +1 ronde | 29   |        |

#### Niet gefinished
| Coureur             | Merk               | Oorzaak | Grid |
| ------------------- | ------------------ | ------- | ---- |
| Luis Miguel Reyes   | Pileri-AGV-Garelli | Val     | 26   |
| Krysztof Galatowicz | Honda              |         | 16   |
| Fausto Gresini      | Pileri-AGV-Garelli |         | 8    |
| Juan Ramon Bolart   | JJ Cobas-Rotax     |         | 25   |
| Corrado Catalano    | Aprilia-Rotax      | Motor   | 10   |
| Ian McConnachie     | Cagiva             | Opgave  | 21   |
| Pier Paolo Bianchi  | Cagiva             | Opgave  | 19   |
| Gastone Grassetti   | Honda              | Val     | 12   |
| Mike Leitner        | LCR-Rotax          |         | 27   |

#### Niet gestart
| Coureur    | Merk  |
| ---------- | ----- |
| Esa Kytölä | Honda |

#### Niet gekwalificeerd
| Coureur           | Merk                |
| ----------------- | ------------------- |
| Robin Appleyard   | Honda               |
| Håkan Olsson      | Honda               |
| Javier Debón      | Rotax               |
| Fernando Gonzales | JJ Cobas-Rotax      |
| A. Andersson      | Rotax               |
| Manuel Herreros   | Nieto-Ducados-Derbi |
| Stuart Edwards    | Rotax               |

#### Niet deelgenomen
| Coureur        | Merk       | Oorzaak |
| -------------- | ---------- | ------- |
| Josef Fischer  | Noki-Rotax |         |
| Alex Bedford   | Honda      |         |
| Paul Bordes    | Honda      |         |
| Jos van Dongen | Honda      |         |

### Top tien tussenstand 125cc-klasse
| Pos | Coureur                         | Merk                | Ptn |
| --- | ------------------------------- | ------------------- | --- |
| 1   | Jorge Martínez (wereldkampioen) | Nieto-Ducados-Derbi | 177 |
| 2   | Ezio Gianola                    | Honda               | 157 |
| 3   | Hans Spaan                      | Samson-Sharp-Honda  | 95  |
| 4   | Julián Miralles                 | Nieto-Ducados-Honda | 87  |
| 5   | Domenico Brigaglia              | Gazzaniga-Rotax     | 69  |
| 6   | Gastone Grassetti               | Honda               | 61  |
| 7   | Adi Stadler                     | Honda               | 60  |
| 8   | Gerhard Waibel                  | Honda               | 52  |
| 9   | Stefan Prein                    | Honda               | 50  |
| 10  | Lucio Pietroniro                | Honda               | 49  |

## Zijspanklasse

### De training
Toen de meeste combinaties in de eerste (droge) training hun beste tijden zetten, kwamen de Nederlandse equipes in grote problemen. Theo van Kempen had moeilijkheden met zijn versnellingsbak en reed de zestiende tijd, maar Egbert Streuer kon door een gebroken versnellingsbakas helemaal geen tijd zetten. Hij moest dat later op een natte baan doen en kwalificeerde zich maar net, als twintigste en laatste. Steve Webster was de snelste, terwijl kampioenschapsleider Rolf Biland vanaf de tweede startrij moest starten. 

#### Trainingstijden
| Pos | Coureur          | Bakkenist       | Merk                  | Tijd    |
| --- | ---------------- | --------------- | --------------------- | ------- |
| 1.  | Steve Webster    | Tony Hewitt     | Silkolene-LCR-Krauser | 1"39'68 |
| 2.  | Markus Egloff    | Urs Egloff      | BP-LCR-ADM            | 1"40'49 |
| 3.  | Alain Michel     | Jean-Marc Fresc | ELF-LCR-Krauser       | 1"40'83 |
| 4.  | Rolf Biland      | Kurt Waltisperg | LCR-Krauser           | 1"40'96 |
| 5.  | Masato Kumano    | Markus Fährni   | LCR-Yamaha            | 1"41'74 |
| 6.  | Alfred Zurbrügg  | Martin Zurbrügg | LCR-Yamaha            | 1"43'09 |
| 7.  | Rolf Steinhausen | Bruno Hiller    | Busch-ADM             | 1"43'61 |
| 8.  | Wolfgang Stropek | Geral de Haas   | LCR-Krauser           | 1"43'80 |
| 9.  | Bernd Scherer    | Thomas Schröder | BSR-Krauser           | 1"44'04 |
| 10. | Pascal Larratte  | Jacques Corbier | LCR-Yamaha            | 1"44'09 |

### De race
Bij winst zouden Rolf Biland en Kurt Waltisperg in deze race al wereldkampioen kunnen worden. Het kampioenschap moest echter nog even uitgesteld worden, want hoewel Biland even de leiding wist te nemen, werd hij toch nog ingehaald door Steve Webster/Tony Hewitt. De Yamaha van Egbert Streuer liep voor het eerst van het seizoen probleemloos, maar nu moest hij met bakkenist Bernard Schnieders van de laatste rij starten. Streuer passeerde bijna het hele veld en finishte als derde. Biland/Waltisperg hoefden zich echter geen zorgen te maken. Ze hoefden in de GP van Tsjecho-Slowakije slechts veertiende te worden om wereldkampioen te worden en zelfs als ze zouden uitvallen moesten Webster/Hewitt ook nog winnen om hen de titel afhandig te maken. 

#### Uitslag zijspanklasse
| Pos | Coureur            | Bakkenist           | Merk                    | Tijd     | Grid | Punten |
| --- | ------------------ | ------------------- | ----------------------- | -------- | ---- | ------ |
| 1   | Steve Webster      | Tony Hewitt         | Silkolene-LCR-Krauser   | 38"32'47 | 1    | 20     |
| 2   | Rolf Biland        | Kurt Waltisperg     | LCR-Krauser             | +1'04    | 4    | 17     |
| 3   | Egbert Streuer     | Bernard Schnieders  | Lucky Strike-LCR-Yamaha | +3'83    | 20   | 15     |
| 4   | Alain Michel       | Jean-Marc Fresc     | ELF-LCR-Krauser         | +20'18   | 3    | 13     |
| 5   | Markus Egloff      | Urs Egloff          | BP-LCR-ADM              | +47'85   | 2    | 11     |
| 6   | Masato Kumano      | Markus Fährni       | LCR-Yamaha              | +1"19'50 | 5    | 10     |
| 7   | Alfred Zurbrügg    | Martin Zurbrügg     | LCR-Yamaha              | +1"24'51 | 6    | 9      |
| 8   | Yoshisada Kumagaya | Peter Lindén        | Windle-Yamaha           | +1"37'03 | 13   | 8      |
| 9   | Derek Jones        | Peter Brown         | LCR-Yamaha              |          | 11   | 7      |
| 10  | Bernd Scherer      | Thomas Schröder     | BSR-Krauser             |          | 9    | 6      |
| 11  | Steve Abbott       | Shaun Smith         | Windle-Yamaha           |          | 12   | 5      |
| 12  | Pascal Larratte    | Jacques Corbier     | LCR-Yamaha              |          | 10   | 4      |
| 13  | Fritz Stölzle      | Hubert Stölzle      | LCR-Krauser             |          | 14   | 3      |
| 14  | Yvan Nigrowsky     | Martial Charpentier | Seymaz-JPX              |          | 15   | 2      |
| 15  | Doug Chivas        | Håkan Olsson        | LCR-Yamaha              |          |      | 1      |

#### Niet gefinished
| Coureur          | Bakkenist      | Merk                    | Oorzaak    | Grid |
| ---------------- | -------------- | ----------------------- | ---------- | ---- |
| Wolfgang Stropek | Geral de Haas  | LCR-Krauser             | Ontsteking | 8    |
| Rolf Steinhausen | Bruno Hiller   | Busch-ADM               |            | 7    |
| Theo van Kempen  | Simon Birchall | Lucky Strike-LCR-Yamaha | Ongeval    | 16   |

### Top tien tussenstand zijspanklasse
| Pos | Coureur         | Bakkenist                    | Merk                    | Ptn. |
| --- | --------------- | ---------------------------- | ----------------------- | ---- |
| 1   | Rolf Biland     | Kurt Waltisperg              | LCR-Krauser             | 154  |
| 2   | Steve Webster   | Tony Hewitt                  | Silkolene-LCR-Krauser   | 136  |
| 3   | Alain Michel    | Jean-Marc Fresc              | ELF-LCR-Krauser         | 82   |
| 4   | Egbert Streuer  | Bernard Schnieders           | Lucky Strike-LCR-Yamaha | 80   |
| 5   | Alfred Zurbrügg | Martin Zurbrügg              | LCR-Yamaha              | 64   |
| 5   | Markus Egloff   | Urs Egloff                   | BP-LCR-ADM              | 64   |
| 7   | Derek Jones     | Peter Brown                  | LCR-Yamaha              | 61   |
| 8   | Steve Abbott    | Shaun Smith                  | Windle-Yamaha           | 53   |
| 9   | Masato Kumano   | Markus Fährni                | LCR-Yamaha              | 48   |
| 10  | Barry Brindley  | Graham Rose en Gavin Simmons | LCR-Yamaha              | 46   |

## Trivia

### Jacques Cornu
Nadat Jacques Cornu tijdens de training geblesseerd raakte werd hij onmiddellijk naar Zwitserland gevlogen, waar professor Livio in het ziekenhuis van Lausanne een sleutelbeenfractuur vaststelde. Livio mat hem echter een beschermend korset aan waardoor Cornu terug kon vliegen naar Zweden om alsnog te starten. 

### Peter Lindén
Natuurlijk voelt een luchtmachtofficier zich thuis op een vliegveld (zoals het circuit van Anderstorp). Dat gold in elk geval voor Peter Lindén, die in een nationale superbike-race startte, daarna in de 500cc-klasse achttiende werd en in de zijspanrace als bakkenist van Yoshisada Kumagaya Brian Barlow verving en achtste werd. 

### Taru Rinne
Taru Rinne had al hoge ogen gegooid door in de GP van Frankrijk veertiende te worden, maar dat ze nu slechts vijfentwintigste werd lag niet aan haar. Na de negende trainingstijd gereden te hebben lag ze ook in de race op de negende plaats toen haar uitlaat scheurde. 

### Zwembad
Een zwembad is uiteraard geen eerste noodzaak op een circuit, maar dat van Anderstorp maakte deel uit van een jarenlange traditie. Wie in Anderstorp een wereldtitel behaalde werd door zijn collega's in het zwembad gegooid. Omdat de Zweedse GP altijd tegen het einde van het seizoen viel waren dat al heel wat coureurs geweest. Nu het door achterstallig onderhoud onbruikbaar was geworden bleef Jorge Martínez een bad bespaard. Het onbruikbare zwembad stond echter ook symbool voor de rest van het circuit, dat ook niet werd onderhouden.

### Alle races op zondag
Tot aan dit jaar had de organisatie van de Zweedse GP de 250cc-klasse altijd op zaterdag laten rijden, terwijl ze gemakkelijk in het programma van de zondag paste. Daarme hoopte men meer entreegelden op te halen, maar de coureurs beviel het allerminst. De 250cc-rijders hadden een trainingsdag minder en er kwam nauwelijks publiek op af. Nu had de FIM echter een ultimatum gesteld: men mocht alleen op zaterdag racen als er voor een Eurovisie-signaal gezorgd was. De Eurovisie zag daar echter niets in en maakte alleen beelden op zondag, zodat de Zweden gedwongen waren dan ook de 250cc-klasse te laten rijden. Vreemd genoeg had de FIM de Zweedse Grand Prix al voor het seizoen 1989 op de kalender gezet, maar de IRTA was het daar niet mee eens. Zij legde de organisatie een flink aantal eisen voor en dreigde de GP in 1989 over te slaan.
1930 · 1931 · 1932 · 1933 · 1934 · 1935 · 1936 · 1937 · 1939 · 1949 · 1950 · 1951 · 1952 · 1953 · 1954 · 1955 · 1956 · 1957 · 1958 · 1959 · 1961 · 1970 · 1971 · 1972 · 1973 · 1974 · 1975 · 1976 · 1977 · 1978 · 1979 · 1981 · 1982 · 1983 · 1984 · 1985 · 1986 · 1987 · 1988 · 1989 · 1990